# Amderma
Amderma (russisch А́мдерма) ist eine Siedlung im Autonomen Kreis der Nenzen im Nordosten des europäischen Teils Russlands. Der Ort hat 541 Einwohner (Stand 14. Oktober 2010).

## Geographie
Amderma liegt auf der Nordseite der Jugorhalbinsel (Jugorski-Halbinsel) an der Küste der Karasee, etwa 40 Kilometer östlich der Jugorstraße (Jugorski Schar), einer Meerenge, die das Festland von der Insel Waigatsch trennt. Von der Hauptstadt des Autonomen Kreises Narjan-Mar ist der Ort gut 400 Kilometer Luftlinie in nordöstlicher Richtung entfernt, von der Stadt Workuta in der benachbarten Republik Komi etwa 270 Kilometer in nordwestlicher Richtung. Beim Ort mündet das gleichnamige Flüsschen Amderma zunächst in eine ebenso benannte Lagune und dann in das Meer.
Amderma gehört zum einzigen Rajon des Autonomen Kreises, dem Sapoljarny rajon.
Der Ort befindet sich jenseits des Polarkreises: Der Polartag dauert dort vom 20. Mai bis 30. Juli, die Polarnacht vom 27. November bis zum 16. Januar.

## Geschichte

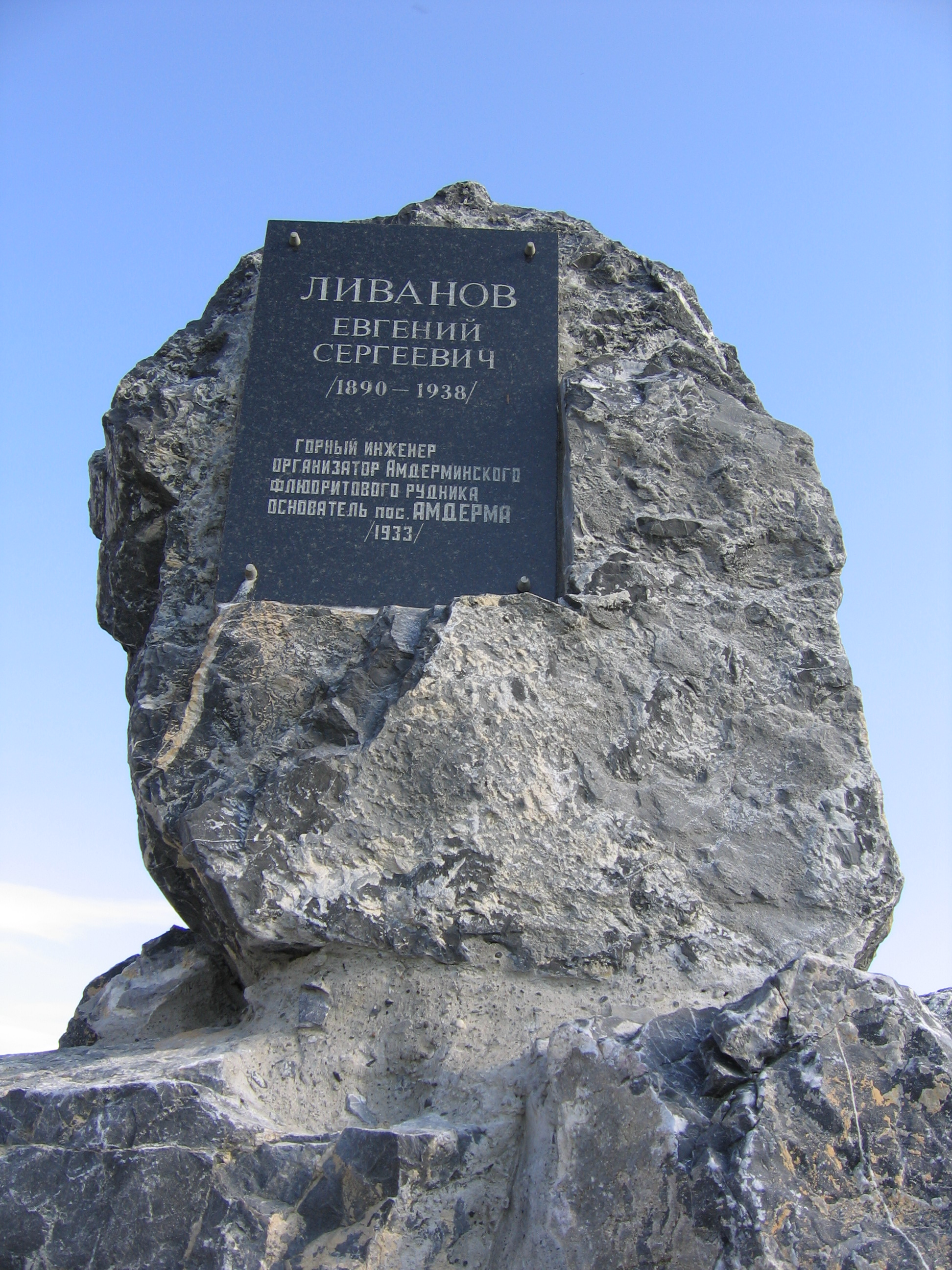
Denkmal des Bergbau-Ingenieurs Jewgeni Liwanow (1890–1938), dem Organisator des Siedlungsbaues in Amderma (1933)

Die Siedlung entstand im Juli 1933 im Zusammenhang mit der Erschließung einer dort 1932 entdeckten Flussspat-Lagerstätte, die der Sowjetunion die Unabhängigkeit von Importen dieses Rohstoffes sicherte. Der Name des Ortes wurde von dem des Flusses und der Lagune abgeleitet; er bedeutet in der nenzischen Sprache etwa Liegeplatz von Walrossen. 1936 wurde dem Ort der Status einer Siedlung städtischen Typs verliehen.
Nach dem Deutsch-Sowjetischen Krieg und der Entdeckung anderer, günstiger gelegener Flussspatvorkommen wurde das Bergwerk geschlossen, und Amderma entwickelte sich als einer der logistischen Stützpunkte der Erschließung der sowjetischen Arktis. Ab 1940 wurde es auch Verwaltungssitz eines gleichnamigen Rajons, bis die Rajonaufteilung des Autonomen Kreises 1959 aufgegeben wurde.
In den 1980er-Jahren wurde die Flussspatförderung noch einmal kurzzeitig aufgenommen, in den 1990er-Jahren auch die Förderung von Baustoffen (Schotter) erwogen. Nach dem Zerfall der Sowjetunion wurde jedoch der gesamte Bergbau wegen Inrentabilität aufgegeben, bedingt durch die Lage des Ortes in großer Entfernung von potentiellen Verbrauchern und unter harten klimatischen Bedingungen. 1993 wurden die in Amderma stationierten Truppen der Luftverteidigung abgezogen, 1995 schloss ein im Ort ansässiges Laboratorium zur Erforschung des Permafrostbodens, 1998 der Versorgungsstützpunkt für die Schifffahrt auf dem Nördlichen Seeweg (Torgmortrans), 2000 der lokale Baubetrieb (Amdermastroi). Infolge dieser Entwicklung sank die Einwohnerzahl des Ortes zwischen 1989 und 2002 um fast 90 %, und seither langsam weiter.
2009 wurde im Rahmen einer Verwaltungsreform der Status Siedlung städtischen Typs entzogen; Amderma ist seither ländliche Siedlung. Eine Perspektive für den Ort wird in der Erschließung der bisher ungenutzten Erdöl- und Erdgasvorkommen des nördlichen Teils der Timan-Petschora-Region gesehen.

### Bevölkerungsentwicklung
| Jahr | Einwohner |
| ---- | --------- |
| 1959 | 3598      |
| 1970 | 4516      |
| 1979 | 4221      |
| 1989 | 5495      |
| 2002 | 650       |
| 2010 | 541       |

Anmerkung: Volkszählungsdaten

## Wirtschaft und Infrastruktur
Nach Amderma gibt es keine feste Verbindung auf dem Landweg. Der Seehafen wird in der sommerlichen Navigationsperiode von Versorgungsschiffen angelaufen; nur in der Frostperiode kann der Ort von Workuta aus, wo sich auch die nächstgelegene Eisenbahnstation befindet, mit Gelände-Kettenfahrzeugen (russ. wesdechod) erreicht werden.
Unmittelbar westlich des Ortes befindet sich auf der Nehrung, die die Amderma-Lagune zum offenen Meer abschließt, ein Flughafen (IATA-Flughafencode AMV, ICAO-Code ULDD) mit einer 2600 Meter langen Start- und Landebahn, die auch für größere Flugzeugtypen geeignet ist. Er wird heute jedoch planmäßig nur zweimal monatlich durch Nordavia von Archangelsk aus angeflogen.
Ein früher mit dem militärischen Tarnnamen Amderma-2 bezeichneter Flughafen befindet sich nicht bei Amderma, sondern bei der Siedlung Beluschja Guba, die 400 Kilometer in nordwestlicher Richtung entfernt an der Westküste der Südinsel von Nowaja Semlja liegt. Die Wirtschaft der Siedlung Amderma beschränkt sich heute auf die Unterhaltung der Verkehrseinrichtungen und die Versorgung der wenigen Einwohner des Gebietes.